# Freelance (película)
Freelance (Héroe por encargo en Hispanoamérica) es una película de comedia de acción estadounidense de 2023 dirigida por Pierre Morel y escrita por Jacob Lentz en su debut como escritor. Está protagonizada por John Cena, Alison Brie, Juan Pablo Raba y Christian Slater.
Freelance fue estrenada en cines de Estados Unidos el 27 de octubre de 2023.

## Reparto
- John Cena como Mason Pettits, operador retirado de las Fuerzas Especiales del Ejército de los Estados Unidos
- Alison Brie como Claire Wellington, periodista
- Juan Pablo Raba como el presidente y dictador de Paldonia, Juan Venegas
- Alice Eve como Jenny Pettits, la esposa de Mason
- Marton Csokas como el coronel Jan Koehorst
- Christian Slater como Sebastian Earle, el jefe de Mason

## Producción
Freelance es el debut como escritor del guionista de televisión Jacob Lentz. La película se anunció el 6 de octubre de 2021, con Pierre Morel como directora y John Cena como protagonista. Se informó que la película tenía un presupuesto de al menos 40 millones de dólares. En enero de 2022, Alison Brie, Juan Pablo Raba, Alice Eve, Marton Csokas, y Christian Slater se unieron al elenco. El rodaje comenzó en Colombia el 17 de enero de 2022, con el director de fotografía Thierry Arbogast.

## Estrenos
Freelance fue estrenada en cines por Relativity Media el 27 de octubre de 2023.
La película se estrenó en formato digital el 28 de noviembre de 2023.

## Recepción
Freelance recibió un abrumador rechazo de la crítica. En Rotten Tomatoes, solo el 8% de los 37 críticos valoraron de forma positiva la película, con una puntuación media de 3,2/10. El consenso del sitio web resumió: "Al igual que un trabajo freelance en la vida real, esta empapada comedia de acción no ofrece ningún beneficio". Metacritic reflejó la dura respuesta, asignó a la película una puntuación de 22 sobre 100 basadas en 12 críticas, lo que indica una recepción "en general desfavorable".